# Biblioteca Schœlcher
La Biblioteca Schœlcher (en francés: Bibliothèque Schœlcher) es la biblioteca pública departamental de la localidad de Fort-de-France en Martinica una dependencia de Francia en las Antillas. Lleva el nombre del político francés Victor Schoelcher (1804-93). Se encuentra ubicada en una esquina de la rue de la Liberté y la rue Victor grave, frente a la esquina noreste de la Plaza de la Savane.
Soltero y sin hijos, Victor Schoelcher, en representación del movimiento abolicionista y diputado la Martinica y Guadalupe 1848-1850, decidió legar su vasta colección de 10.000 libros y 250 partituras musicales al Consejo General de Martinica, siempre que la Biblioteca estuviese abierta a todos, en especial para la instrucción de los antiguos esclavos negros, y se colocara bajo la responsabilidad de un bibliotecario dedicado, el primero de los cuales Víctor Cochinat, fue un periodista parisino y el secretario de Alejandro Dumas, que Victor Schoelcher impuso. El Consejo General encargó al arquitecto Pierre-Henri Picq diseñar el edificio para albergar la colección. Es un monumento histórico desde 1993.